# Vol Eastern Air Lines 855
Le 5 mai 1983, un Lockheed L-1011 TriStar assurant le vol Eastern Air Lines 855 reliant l'aéroport international de Miami à l'aéroport international Lynden Pindling de Nassau, aux Bahamas, a subi la perte de ses trois moteurs peu après le décollage. L'équipage a réussi à redémarrer à temps un des moteurs pour faire atterrir l'avion en toute sécurité à Miami, sauvant la vie des 172 personnes à bord.

## Avion et équipage
L'aéronef impliqué était un Lockheed L-1011-1 TriStar, immatriculé N334EA. Cet avion gros-porteur long-courrier est sorti d'usine en 1976, et était propulsé par trois turboréacteurs Rolls-Royce RB211.
Le commandant de bord sur ce vol est Richard Boddy (58 ans), qui totalise plus de 12 000 heures de vol à son actif, bien qu'il soit nouveau sur le L-1011 TriStar, n'ayant enregistré que 13 heures de vol sur ce type d'avion. 
Lors de ce vol, le commandant de bord Steve Thompson (48 ans), alors assis dans le siège du copilote, est présent en tant que pilote examinateur. Il avait cumulé près de 17 000 heures de vol, dont 282 heures sur L-1011 TriStar. 
L'ingénieur de vol Dudley Barnes (44 ans) totalise plus de 9 000 heures de vol à son actif, dont 2 666 heures passées dans le cockpit d'un L-1011 TriStar.

## Déroulement du vol
À 8 h 56, le vol 855 d'Eastern Air Lines a décollé de l'aéroport international de Miami en direction de Nassau, aux Bahamas. Vers 9 h 15, en descendant à 15 000 pieds (4 572 m), le voyant de basse pression d'huile du moteur no 2, celui installé dans la dérive du Tristar, s'est allumé. 
Le moteur no 2 a été arrêté et le commandant de bord a décidé de retourner à Miami pour pouvoir atterrir. L'avion a été autorisé à atterrir à Miami et a entamé une montée au niveau de vol 200, soit 20 000 pieds (environ 7 000 m). 
En route vers Miami, les voyants de basse pression d'huile des moteurs no 1 et no 3, situés sous les ailes, se sont allumés à leur tour. À 9 h 28, alors qu'il se trouvait à 16 000 pieds (environ 5 000 m), le moteur no 3 s'est éteint. 
À 9 h 33, le moteur no 1 s'est éteint alors que l'équipage tentait de redémarrer le moteur no 2. Le L-1011 TriStar est alors descendu en vol plané jusqu'à environ 4 000 pieds (environ 1 200 m), moment auquel le moteur no 2 a été redémarré. L'avion a effectué un atterrissage avec un seul moteur sur la piste 27 de l'aéroport international de Miami à 9 h 46,.

## Enquête
Les enquêteurs du Conseil national de la sécurité des transports (NTSB) ont déterminé que la cause probable de l'accident est l'omission, par la maintenance au sol, des joints toriques sur l'ensemble des détecteurs de copeaux magnétiques (en), qui sont des pièces servant à éviter la présence de particule métallique dans le système de lubrification des moteurs, ce qui entraîna la perte de lubrification et des dommages importants aux trois moteurs de l'avion. 
Ils ont conclu que les mécaniciens d'Eastern Air Lines n'ont pas suivi les procédures établies et appropriées pour l'installation de détecteurs de copeaux magnétiques dans le système de lubrification, ainsi que le manquement du personnel de supervision à exiger des mécaniciens qu'ils se conforment strictement aux procédures d'installation prescrites et l'échec de la direction d'Eastern Air Lines à évaluer adéquatement l'importance d'événements antérieurs similaires et d'agir efficacement pour mettre en place des mesures correctives. 
Le facteur contributif à l'incident a été l'incapacité des inspecteurs de maintenance de la Federal Aviation Administration (FAA) à évaluer l'importance des incidents impliquant ces détecteurs et à prendre des mesures efficaces de surveillance et d'application pour empêcher la répétition de ces incidents.

## Conséquences

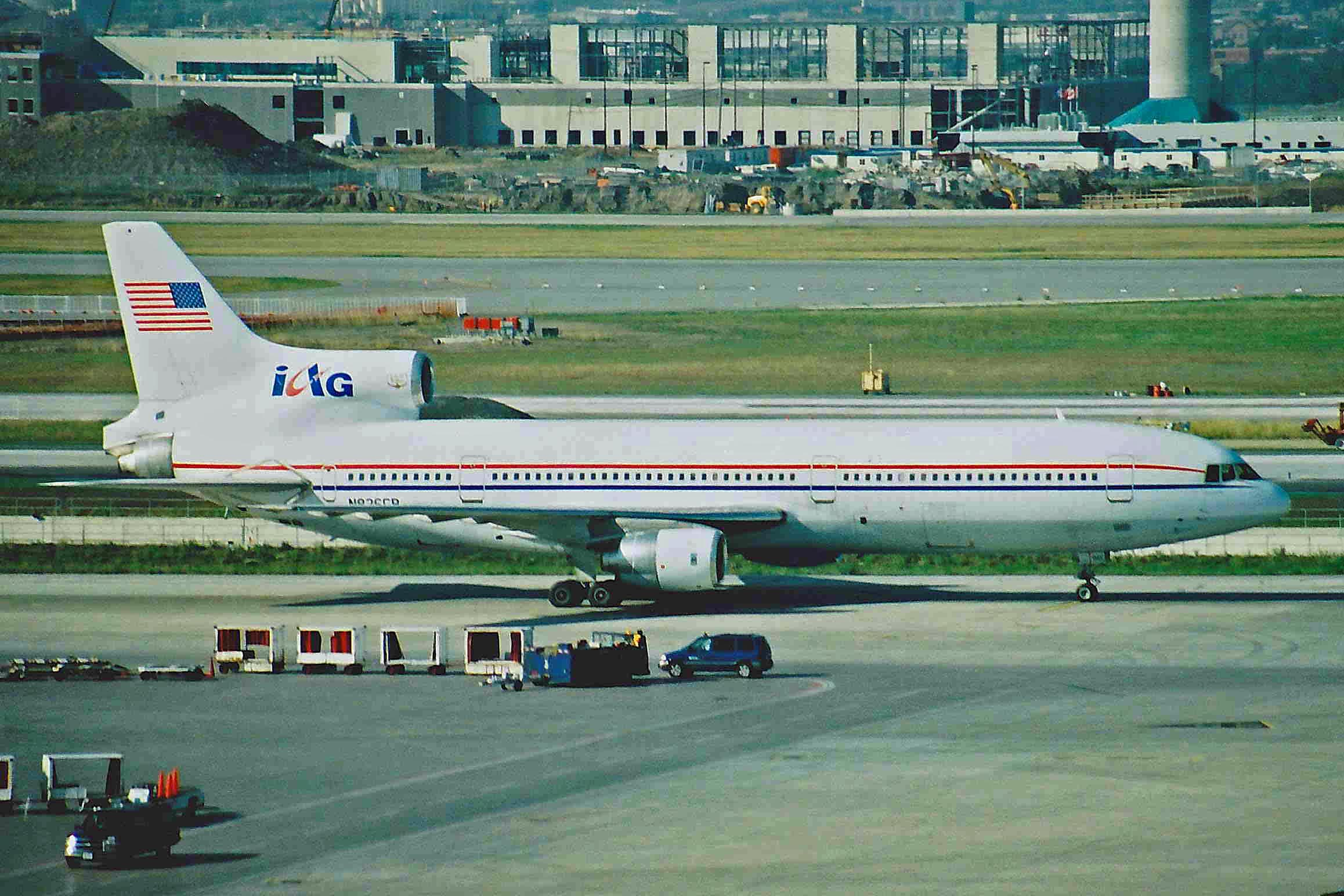
L'appareil impliqué dans l'accident, ici en août 2000, alors qu'il opérait pour.

À la suite de l'incident, les membres d'équipage du vol 255 (Boddy, Thompson et Barnes) ont chacun reçu un prix pour leur sens du pilotage exceptionnel, décerné par l'Air Line Pilots Association (ALPA).
Le L-1011 TriStar impliqué dans l'incident du vol 855 a ensuite été réparé et remis en service. Il volera plus tard pour Air Algérie en 1989, avant d'être loué à American Trans Air la même année. 
Après la faillite d'Eastern Airlines en 1991, l'avion a été transféré chez Delta Air Lines et réimmatriculé N788DL. Il sera ensuite transféré à Tradewinds Airlines (en) en 1997, avec comme immatriculation N826CR. 
L'appareil a finalement été retiré du service et démoli à Greensboro en mars 2004.